# Пикеро, Хосе Луис
Хосе Луис Пикеро (исп. José Luis Piquero; род. 1967, Мьерес) — испанский поэт и переводчик.

## Биография
Родился в Астурии. В течение восьми лет вел раздел культуры в еженедельнике Les Noticies (Овьедо). Колумнист и художественный критик в различных изданиях. Переводчик поэзии с астурийского языка на испанский, поэзии, прозы, драматургии с английского на испанский и астурийский (от Эдгара По, Диккенса и Мелвилла до Генри Миллера, Теннесси Уильямса и Эрскина Колдуэлла).
Живет в курортном городке Ислантилья (провинция Уэльва).

## Книги
- Руины/ Las ruinas (1989)
- Хороший ученик/ El buen discípulo (1989—1991) (1992)
- Собиратель автографов/ Cazador de autógrafos (1994)
- Совершеннейшие монстры/ Monstruos perfectos, 1992—1996 (1997, финалист Национальной премии критиков)
- Аутопсия/ Autopsia: poesía, 1989—2004 (2004, антология; Премия астурийской критики, премия Критический глаз Национального радио Испании)
- Потерянный конец недели/ El fin de semana perdido (2009)

## Признание
Стихи Пикеро входят в крупнейшие антологии современной испанской лирики, они переведены на французский, голландский, португальский, венгерский, болгарский языки.